# Championnat du Qatar de football
Le championnat du Qatar de football, dénommé Qatar Stars League (en arabe: دوري نجوم قطر ), ou encore Ooredoo Stars League car sponsorisée avec Ooredoo, est une compétition professionnelle (depuis 2019) placée sous l'égide de la fédération du Qatar de football qui a été créée en 1963. C'est la plus importante compétition de football du royaume. Anciennement nommé la Q-League (en arabe: س الدوري), elle prend le nom de Qatar Stars League.

## Histoire
La première saison de la ligue a lieu trois ans après la formation du QFA en 1963. Mais la première saison officielle a lieu en 1972. C'est le club d'Al Estaqlal, dorénavant connu sous le nom de Qatar SC, qui remporte ce premier championnat officiel (1972-1973).
Pendant cette période, est créée une deuxième division. Cependant, pendant de nombreuses années, il n'y a pas de système de promotion ou de relégation dans le championnat. Ce processus sera mis en place pour la première fois en 1981. Cette même année la seconde division compte cinq clubs.
En 1984/85, il n'y a pas de relégation ou de promotion en raison de la participation d'une majorité de joueurs qatariens, au sein de l'équipe nationale, au tour préliminaire de qualification pour la Coupe du Monde 1986 (Mexico 86).
En 1994, pour une saison et dans le but d'améliorer la fréquentation des stades et l'affluence, le QFA lance un nouveau système où le gagnant des matchs se terminant par un score d'égalité (ou score nul) est déterminé par un tirage au sort.
Trois clubs de deuxième division sont dissous durant la saison 1990 : Al Nasr, Al Tadamon et Al Nahda. Beaucoup de leurs joueurs sont répartis entre les clubs de la première division et deviennent par la suite des joueurs éminents dans l'histoire du football qatarien : Fahad Al Kuwari, Ahmed Al Kuwari et Hamad Al Khalifa.... Après la dissolution de ces clubs, il n'y a plus de relégation ni de promotion pendant cinq ans.
En 1995, la deuxième division est relancée avec cinq clubs, alors que dix clubs participe au championnat de première division.
En 2003, afin de développer sa ligue et accroître sa renommée et sa popularité, le QFA décide d'attribuer à chaque club de la Q-League une somme de 10 000 000 dollars, afin de les aider à acheter des joueurs étrangers de renom. C'est ainsi que des joueurs comme Ronald de Boer, son frère Frank de Boer, Pep Guardiola ou encore Gabriel Batistuta viennent jouer pour des clubs de la Ligue.
De plus, en 2004, est créé le centre de formation Aspire. Ce dernier offre des installations de formation de classe mondiale aux jeunes afin d'améliorer non seulement le football au Qatar, mais aussi à l'échelle internationale. Beaucoup de joueurs remarquables sortent diplômés de cette académie, dont Abdelkarim Hassan, Saad Al Sheeb ou encore Ibrahim Majid...
En 2009, aucun club n'est relégué de la division supérieure à la seconde division. Cela en raison de la formation récente des clubs de Lekhwiya et d'El Jaish. Ce qui signifie que la deuxième division perd deux clubs alors que deux autres clubs entrent dans la première division, ce qui porte le nombre total de clubs dans la première division à 12 et dans la deuxième division à six.

### La Qatar Stars League
Dans le cadre de sa campagne d'expansion, la "Q-League" change de nom pour devenir la "Qatar Stars League", et inaugure une nouvelle coupe domestique, la "Qatari Stars Cup".

## Structure
Il y a deux divisions dans la structure de foot du Qatar et la Ligue voit un club promu et relégué chaque année sauf dans les saisons d'expansion. La Qatar Stars League, précédemment connue sous le nom de Q-League, compte actuellement 14 équipes, la 2e division compte pour sa part 18 équipes.
La Qatar Stars League s'est lentement développée depuis le début de la décennie passant de neuf à dix clubs, puis à 12 clubs lors de la saison 2009-2010. Pour la saison 2013-14, le nombre de clubs dans la division supérieure est passé à 14, tandis que la deuxième division passait à 18 clubs. Pour la saison 2017-2018, ce sont 12 clubs qui participent au championnat professionnel.
Il y a actuellement quatre ligues officielles de football amateur au Qatar. Trois ligues amateurs sont sous la juridiction de la Ligue internationale de football amateur du Qatar (QIAFL), et la quatrième, connue sous le nom de Ligue amateur du Qatar (QAL), est reconnue par la QFA. Inauguré en novembre 2013, le QAL compte 14 équipes, toutes constituées par le gouvernement, les secteurs politique et social du pays.

## Les 4 coupes
Le système de la ligue qatarienne offre quatre coupes nationales auxquelles ses clubs peuvent participer : 
- la Coupe de l'Emir du Qatar, ouverte à toutes les équipes de la première et de la deuxième division. La première édition a lieu lors de la saison 1994/95.
- la Coupe du Prince de l'État du Qatar : un tournoi de post-saison joué par les équipes des quatre premières divisions.
- La Sheikh Jassem Cup : prélude à la saison régulière de la première division
- La Qatari Stars Cup : un tournoi à la ronde joué à la mi-saison.

## Palmarès
Le titre de la ligue a été remporté par 8 clubs différents depuis sa création,.
| Année   | Champion                |
| 1963/64 | Maaref Club (1)         |
| 1964/65 | Maaref Club (2)         |
| 1965/66 | Maaref Club (3)         |
| 1966/67 | Qatar SC (1)            |
| 1967/68 | Qatar SC (2)            |
| 1968/69 | Qatar SC (3)            |
| 1969/70 | Qatar SC (4)            |
| 1970/71 | Qatar SC (5)            |
| 1971/72 | Al-Sadd SC (1)          |
| 1972/73 | Qatar SC (6)            |
| 1973/74 | Al-Sadd SC (2)          |
| 1974/75 | Championnat non disputé |
| 1975/76 | Al-Rayyan SC (1)        |
| 1976/77 | Qatar SC (7)            |
| 1977/78 | Al-Rayyan SC (2)        |
| 1978/79 | Al-Sadd SC (3)          |
| 1979/80 | Al-Sadd SC (4)          |
| 1980/81 | Al-Sadd SC (5)          |
| 1981/82 | Al-Rayyan SC (3)        |
| 1982/83 | Al Arabi Doha (1)       |
| 1983/84 | Al-Rayyan SC (4)        |
| 1984/85 | Al Arabi Doha (2)       |
| 1985/86 | Al-Rayyan SC (5)        |
| 1986/87 | Al-Sadd SC (6)          |
| 1987/88 | Al-Sadd SC (7)          |
| 1988/89 | Al-Sadd SC (8)          |
| 1989/90 | Al-Rayyan SC (6)        |
| 1990/91 | Al Arabi Doha (3)       |
| 1991/92 | Al-Gharafa SC (1)       |
| 1992/93 | Al Arabi Doha (4)       |
| 1993/94 | Al Arabi Doha (5)       |
| 1994/95 | Al-Rayyan SC (7)        |
| 1995/96 | Al Arabi Doha (6)       |
| 1996/97 | Al Arabi Doha (7)       |
| 1997/98 | Al-Gharafa SC (2)       |
| 1998/99 | Al Wakrah Club (1)      |
| 1999/00 | Al-Sadd SC (9)          |
| 2000/01 | Al Wakrah Club (2)      |
| 2001/02 | Al-Gharafa SC (3)       |
| 2002/03 | Qatar SC (8)            |
| 2003/04 | Al-Sadd SC (10)         |
| 2004/05 | Al-Gharafa SC (4)       |
| 2005/06 | Al-Sadd SC (11)         |
| 2006/07 | Al-Sadd SC (12)         |
| 2007/08 | Al-Gharafa SC (5)       |
| 2008/09 | Al-Gharafa SC (6)       |
| 2009/10 | Al-Gharafa SC (7)       |
| 2010/11 | Lekhwiya SC (1)         |
| 2011/12 | Lekhwiya SC (2)         |
| 2012/13 | Al-Sadd SC (13)         |
| 2013/14 | Lekhwiya SC (3)         |
| 2014/15 | Lekhwiya SC (4)         |
| 2015/16 | Al-Rayyan SC (8)        |
| 2016/17 | Lekhwiya SC (5)         |
| 2017/18 | Al-Duhail SC (1)        |
| 2018/19 | Al-Sadd SC (14)         |
| 2019/20 | Al-Duhail SC (2)        |
| 2020/21 | Al-Sadd SC (15)         |
| 2021/22 | Al-Sadd SC (16)         |
| 2022/23 | Al-Duhail SC (3)        |
| 2023/24 | Al-Sadd SC (17)         |
| 2024/25 | Al-Sadd SC (18)         |

## Bilan

### Titres par club
| Clubs          | Titres | Années |
| -------------- | ------ | --- |
| Al-Sadd SC     | 18     | 1972, 1974, 1979, 1980, 1981, 1987, 1988, 1989, 2000, 2004, 2006, 2007, 2013, 2019, 2021, 2022, 2024, 2025 |
| Qatar SC       | 8      | 1967, 1968, 1969, 1970, 1971, 1973, 1977, 2003                                                             |
| Al Rayyan Club | 8      | 1976, 1978, 1982, 1984, 1986, 1990, 1995, 2016                                                             |
| Al-Duhail      | 8      | 2011, 2012, 2014, 2015, 2017, 2018, 2020, 2023                                                             |
| Al Arabi Doha  | 7      | 1983, 1985, 1991, 1993, 1994, 1996, 1997                                                                   |
| Al-Gharafa SC  | 7      | 1992, 1998, 2002, 2005, 2008, 2009, 2010                                                                   |
| Mareef Club    | 3      | 1964, 1965, 1966                                                                                           |
| Al Wakrah Club | 2      | 1999, 2001                                                                                                 |

### Titres par ville
| Ville     | Titres | Clubs                                                                              |
| --------- | ------ | ---------------------------------------------------------------------------------- |
| Doha      | 43     | Al Sadd Doha (17), Qatar SC (8), Al Arabi Doha (7), Al-Duhail (8), Mareef Club (3) |
| Al Rayyan | 15     | Al Rayyan Club (8), Al-Gharafa SC (7)                                              |
| Al Wakrah | 2      | Al-Wakrah SC (2)                                                                   |

## Meilleurs buteurs

### Classement par saison
| Saison  | Joueur                                          | Pays                    | Club                              | Buts                    |
| ------- | ----------------------------------------------- | ----------------------- | --------------------------------- | ----------------------- |
| 1972/73 | Awodh Hassan                                    | Qatar                   | Al-Esteqlal                       | 10                      |
| 1973/74 | inconnus                                        | inconnus                | inconnus                          | inconnus                |
| 1974/75 | Championnat non disputé                         | Championnat non disputé | Championnat non disputé           | Championnat non disputé |
| 1975/76 | Jamal Al-Khatib                                 | Qatar Liban             | Al-Esteqlal                       | 8                       |
| 1976/77 | inconnus                                        | inconnus                | inconnus                          | inconnus                |
| 1977/78 | inconnus                                        | inconnus                | inconnus                          | inconnus                |
| 1978/79 | Hassan Mattar (en)                              |                         | Al-Sadd SC                        | 11                      |
| 1979/80 | Hamdan Hamed Badr Bilal (en) Sharif Abdul-Hamed | Qatar Égypte            | Al Ahli SC Al-Sadd SC Qatar SC    | ?                       |
| 1980/81 | Hassan Mattar (en)                              | Qatar                   | Al-Sadd SC                        | 9                       |
| 1981/82 | Mansour Muftah (en)                             | Qatar                   | Al-Rayyan SC                      | 19                      |
| 1982/83 | Mansour Muftah (en)                             | Qatar                   | Al-Rayyan SC                      | 10                      |
| 1983/84 | Mansour Muftah (en)                             | Qatar                   | Al-Rayyan SC                      | 7                       |
| 1984/85 | Ahmed Yaqoub                                    | Qatar                   | Al-Arabi SC                       | 7                       |
| 1985/86 | Mansour Muftah (en)                             | Qatar                   | Al-Rayyan SC                      | 22                      |
| 1986/87 | Hassan Sabela                                   | Qatar                   | Al Ahly Doha                      | 9                       |
| 1987/88 | Hassan Jawhar (en)                              | Qatar                   | Al-Sadd SC                        | 11                      |
| 1988/89 | Farshad Pious (en)                              | Iran                    | Al Ahly Doha                      | 9                       |
| 1989/90 | Marco Antônio                                   | Brésil                  | Al-Arabi SC                       | 10                      |
| 1990/91 | Mahmoud Soufi Adel Khamis (en) Hassan Sabela    | Qatar                   | Al-Ittihad Al Ahli SC             | 10                      |
| 1991/92 | Mubarak Mustafa (en) Rabah Madjer               | Qatar Algérie           | Al-Arabi SC Qatar SC              | 8                       |
| 1992/93 | Mubarak Mustafa (en)                            | Qatar                   | Al-Arabi SC                       | 9                       |
| 1993/94 | Ahmed Radhi                                     | Irak                    | Al-Wakrah SC                      | 12                      |
| 1994/95 | Mohammed Salem Al Enazi                         | Qatar                   | Al-Rayyan SC                      | 19                      |
| 1995/96 | Ricky Owubokiri                                 | Nigeria                 | Al-Arabi SC                       | 16                      |
| 1996/97 | Mubarak Mustafa (en) Alboury Lah                | Qatar Sénégal           | Al-Arabi SC Al Ahli SC            | 11                      |
| 1997/98 | Houcine Ammouta Alboury Lah Cláudio Prates (en) | Maroc Sénégal Brésil    | Al-Sadd SC Al Ahli SC Al-Arabi SC | 10                      |
| 1998/99 | Fabrice Akwa                                    | Angola                  | Al-Wakrah SC                      | 11                      |
| 1999/00 | Mohammed Salem Al Enazi                         | Qatar                   | Al-Rayyan SC                      | 14                      |
| 2000/01 | Mamoun Diop                                     | Sénégal                 | Al-Wakrah SC                      | 14                      |
| 2001/02 | Rachid Amrane                                   | Algérie                 | Al-Ittihad                        | 16                      |
| 2002/03 | Rachid Rokki                                    | Maroc                   | Al-Khor SC                        | 15                      |
| 2003/04 | Gabriel Batistuta                               | Argentine               | Al-Arabi SC                       | 25                      |
| 2004/05 | Sonny Anderson                                  | Brésil                  | Al-Rayyan SC                      | 24                      |
| 2005/06 | Carlos Tenorio                                  | Équateur                | Al-Sadd SC                        | 21                      |
| 2006/07 | Younis Mahmoud                                  | Irak                    | Al-Gharafa SC                     | 19                      |
| 2007/08 | Clemerson                                       | Brésil                  | Al-Gharafa SC                     | 27                      |
| 2008/09 | Magno Alves                                     | Brésil                  | Umm Salal SC                      | 25                      |
| 2009/10 | Younis Mahmoud Cabore                           | Irak Brésil             | Al-Gharafa SC Al-Arabi SC         | 21                      |
| 2010/11 | Younis Mahmoud                                  | Irak                    | Al-Gharafa SC                     | 15                      |
| 2011/12 | Adriano Ferreira Martins                        | Brésil                  | El Jaish SC                       | 18                      |
| 2012/13 | Sebastián Quintana                              | Qatar                   | Lekhwiya SC                       | 19                      |
| 2013/14 | Dioko Kaluyituka                                | RD Congo                | Al Ahli SC                        | 22                      |
| 2014/15 | Dioko Kaluyituka                                | RD Congo                | Al Ahli SC                        | 25                      |
| 2015/16 | Abderrazak Hamed Allah Rodrigo Barbosa Tabata   | Maroc Qatar             | El Jaish SC Al-Rayyan SC          | 21                      |
| 2016/17 | Baghdad Bounedjah Youssef El-Arabi              | Algérie Maroc           | Al-Sadd SC Lekhwiya SC            | 24                      |
| 2017/18 | Youssef El-Arabi                                | Maroc                   | Al Duhail SC                      | 26                      |
| 2018/19 | Baghdad Bounedjah                               | Algérie                 | Al-Sadd SC                        | 39                      |
| 2019/20 | Akram Afif Yacine Brahimi                       | Qatar Algérie           | Al-Sadd SC Al-Rayyan SC           | 15                      |
| 2020/21 | Baghdad Bounedjah                               | Algérie                 | Al-Sadd SC                        | 21                      |
| 2021/22 | Michael Olunga                                  | Kenya                   | Al-Duhail SC                      | 24                      |
| 2022/23 | Michael Olunga                                  | Kenya                   | Al-Duhail SC                      | 22                      |